# Вила Чамбра (Палермо)
Вила Чамбра је насеље у Италији у округу Палермо, региону Сицилија.
Према процени из 2011. у насељу је живело 1919 становника. Насеље се налази на надморској висини од 242 м.